# Tarsozeuzera kochi
Tarsozeuzera kochi is een vlinder uit de familie van de Houtboorders (Cossidae). De wetenschappelijke naam van de soort is voor het eerst gepubliceerd in 1902 door Georg Semper.
De soort komt voor in de Filipijnen (Luzon).